# Polle Fiction
Polle Fiction er en dansk komedie/kultfilm fra 2002. Den er instrueret af Søren Fauli, der også instruerede reklamefilmene for Sonofon. Filmen følger op på en række succesfulde reklamefilm, der blev de mest populære reklamer i 2001; disse er inkluderet som bonusmateriale på dvd-udgaven. Titlen er baseret på den amerikanske krimi Pulp Fiction fra 1994.
Produktionen af filmen begyndte i september 2001, og den er optaget i Haarby og Snave på det vestlige Fyn. Polle Fiction havde et budget på 13,3 mio. kroner, hvoraf Sonofon betalte omkring halvdelen. Resten af pengene kom fra andre private virksomheder som Ericsson og det Carlsberg-ejede bryggeri Saltum & Neptun, men filmen modtog ingen statslig filmstøtte.
Filmen blev hovedsageligt mødt med negative anmeldelser, men blev en publikumssucces. Polle Fiction fik biografpremiere den 8. marts 2002 i 100 danske biografer, og med 82.000 solgte biografbilletter i åbningsweekenden strøg filmen ind på 3. pladsen. Den endte med at sælge 266.826 biografbilletter i Danmark og solgte desuden 110.000 DVD- og VHS-eksemplarer i 2002.

## Handling
Hovedpersonen er Polle (Jens Andersen), en enfoldig fyr fra landsbyen Snave, der stadig bor hjemme hos forældrene. Han mobbes konstant af vennerne Heino og Jøgge, men da han efter en grotesk arbejdsulykke har en erstatning i udsigt, bliver den beregnende blondine Lillian (Petrine Agger) pludselig interesseret i ham. Der bliver planlagt bryllup, men Polle har i mellemtiden fundet ud af, at han ikke er forelsket i Lillian, i stedet elsker han indvandrerpigen Solaima (Sigri Mitra Gaïni).
Lillian prøver at narre Polle til alteret ved at foregive, at hun er gravid, men i sidste øjeblik får Polle forklaret sagens rette sammenhæng, og han ender sammen med Solaima.

## Medvirkende
- Jens Andersen (Polle)
- Per Otto Bersang Rasmussen (Heino)
- Henrik Bechman (Jøgge)
- Søren Malling (Karsten Kørelærer)
- Petrine Agger (Lillian)
- Sigri Mitra Gaïni (Solaima)
- Lars Ditlev Johansen (Knasti)
- Farshad Kholghi (Ali)
- Kjeld Høegh (Præst)
- Jytte Kvinesdal (Ulla, Polles mor)
- Erik Hovby Jørgensen (Svend, Polles far)
- Uffe Kristensen (Postbud)